# 인도 아대륙의 마천루 목록
인도 아대륙의 건축물 및 구조물 목록은 공식적인 고도에 따라 인도 아대륙의 마천루와 구조물에 해당된다.
가장 높은 건물은 인도의 뭄바이(Mumbai) 도시에 위치한 뭄바이에 있는 팔레 로얄(Palais Royale)이다. 가장 큰 자체 지원 구조는 스리랑카의 콜롬보(Colombo)시에 위치한 350 미터 로터스 타워(Lotus Tower)다. 가장 높은 녀석 구조는 타밀나두 인디애나 주에 위치한 VLF- 전송을 위한 INS 카타보만의 인도 해군의 두 개의 471 미터 라디오 마스트다.

## 가장 높은 마천루
| 순위 | 이름                            | 도시     | 나라       | 사진              | 높이                | 층수 | 연도   | 건물 종류 |
| ---- | ------------------------------- | -------- | ---------- | ----------------- | ------------------- | ---- | ------ | --------- |
| 1    | 팔레 로얄                       | 뭄바이   | 인도       |                   | 320 미터 (1,050 ft) | 88   | 2018   | 주거용    |
| 1=   | 로드하 트럼프 타워              | 뭄바이   | 인도       |                   | 320 미터 (1,050 ft) | 77   | 2019   | 주거용    |
| 2    | 월드 뷰                         | 뭄바이   | 인도       |                   | 291 미터            | 90   | 2019   | 주거용    |
| 3    | 베리아 아이콘 타워              | 카라치   | 파키스탄   |                   | 273 미터 (895 ft)   | 62   | 2019   | 혼합 사용 |
| 4    | 로드하 파크 A                   | 뭄바이   | 인도       |                   | 270 미터            | 68   | 2019   | 주거용    |
|      | 로드하 파크 B                   | 뭄바이   | 인도       |                   | 270 미터            | 68   | 2019   |           |
| 4    | 옴케르 1973 A&B                 | 뭄바이   | 인도       |                   | 270 미터 (886 ft)   | 70   | 2017   | 주거용    |
| 6    | 더 42                           | 콜카타   | 인도       |                   | 268 미터 (879 ft)   | 65   | 2019   | 주거용    |
| 5    | 쓰리 식스티 웨스트 B            | 뭄바이   | 인도       |                   | 260 미터            | 60   | 2018   | 혼합 사용 |
| 5=   | 원 아브리나 파크                | 뭄바이   | 인도       |                   | 260 미터 (853 ft)   | 65   | 2017   | 주거용    |
| 7=   | 임페리얼 타워 1                 | 뭄바이   | 인도       |                   | 256 미터 (840 ft)   | 60   | 2010   | 주거용    |
| 7=   | 임페리얼 타워 2                 | 뭄바이   | 인도       |                   | 256 미터 (840 ft)   | 60   | 2010   | 주거용    |
| 8    | 아후자 타워                     | 뭄바이   | 인도       |                   | 250 미터 (820 ft)   | 53   | 2015   | 주거용    |
| 9    | L&T 크레센트 베이 1             | 뭄바이   | 인도       |                   | 245 미터 (804 ft)   | 64   | 2017   | 주거용    |
| 10=  | 알타이르: 스트라이트 타워       | 콜롬보   | 스리랑카   |                   | 240 미터 (787 ft)   | 68   | 2017   | 주거용    |
| 10=  | 인디아불스 스카이               | 뭄바이   | 인도       |                   | 240 미터 (787 ft)   | 48   | 2016   | 주거용    |
| 11   | 그랜드 하얏트 콜롬보            | 콜롬보   | 스리랑카   |                   | 229.5 미터 (753 ft) | 47   | 2015   | 혼합 사용 |
| 12   | 월드 크레스트                   | 뭄바이   | 인도       |                   | 223 미터 (732 ft)   | 57   | 2014   | 주거용    |
| 13=  | 로드하 벨리시모 A & B           | 뭄바이   | 인도       |                   | 222 미터 (728 ft)   | 53   | 2012   | 주거용    |
| 13=  | 로드하 벨리시모 C               | 뭄바이   | 인도       |                   | 222 미터 (728 ft)   | 53   | 2012   | 주거용    |
| 14   | L&T 크레센트 베이 2             | 뭄바이   | 인도       |                   | 220 미터 (722 ft)   | 57   | 2017   | 주거용    |
| 15   | 로드하 베네지아 A               | 뭄바이   | 인도       |                   | 213 미터 (699 ft)   | 57   | 2017   | 주거용    |
| 16=  | 사팔 스카이마크                 | 카라치   | 파키스탄   |                   | 210 미터 (689 ft)   | 50   | 2018   | 주거용    |
| 16=  | 오치드 엔클라베 1               | 뭄바이   | 인도       |                   | 210 미터 (689 ft)   | 52   | 2013   | 주거용    |
| 16=  | 오치드 엔클라베 2               | 뭄바이   | 인도       |                   | 210 미터 (689 ft)   | 52   | 2013   | 주거용    |
| 16=  | L&T 크레센트 베이 3             | 뭄바이   | 인도       |                   | 210 미터 (689 ft)   | 54   | 2017   | 주거용    |
| 16=  | 돌멘 타워 3                     | 카라치   | 파키스탄   |                   | 210 미터 (689 ft)   | 60   | 2018   | 혼합 사용 |
| 16=  | 돌멘 타워 4                     | 카라치   | 파키스탄   |                   | 210 미터 (689 ft)   | 60   | 2018   | 혼합 사용 |
| 17   | 알타이르: 레닝 타워             | 콜롬보   | 스리랑카   |                   | 209 미터 (686 ft)   | 63   | 2017   | 주거용    |
| 18   | 치타공 시티 센터                | 치타공   | 방글라데시 |                   | 204.2 미터 (670 ft) | 51   | 2017   | 혼합 사용 |
| 19   | 코이누르 스퀘어                 | 뭄바이   | 인도       |                   | 203 미터 (666 ft)   | 52   | 2013   | 혼합 사용 |
| 20=  | 아메라 지온 타워 A              | 뭄바이   | 인도       |                   | 202 미터 (663 ft)   | 55   | 2016   | 주거용    |
| 20=  | 아메라 지온 타워 B              | 뭄바이   | 인도       |                   | 202 미터 (663 ft)   | 55   | 2016   | 주거용    |
| 21   | 로드하 프리메로                 | 뭄바이   | 인도       |                   | 201 미터 (659 ft)   | 52   | 2014   | 주거용    |
| 22=  | 비바리아 1                      | 뭄바이   | 인도       |                   | 200 미터 (656 ft)   | 45   | 2012   | 주거용    |
| 22=  | 비바리아 2                      | 뭄바이   | 인도       |                   | 200 미터 (656 ft)   | 45   | 2012   | 주거용    |
| 22=  | 비바리아 3                      | 뭄바이   | 인도       |                   | 200 미터 (656 ft)   | 45   | 2012   | 주거용    |
| 22=  | 비바리아 4                      | 뭄바이   | 인도       |                   | 200 미터 (656 ft)   | 45   | 2017   | 주거용    |
| 23=  | 오리스 세레니티 1               | 뭄바이   | 인도       |                   | 197 미터 (646 ft)   | 54   | 2017   | 주거용    |
| 23=  | 오리스 세레니티 2               | 뭄바이   | 인도       |                   | 197 미터 (646 ft)   | 54   | 2017   | 주거용    |
| 24=  | 원 갈레 페이스: 레지던셜 타워 1 | 콜롬보   | 스리랑카   |                   | 194 미터 (636 ft)   | 51   | 2018   | 주거용    |
| 24=  | 원 갈레 페이스: 레지던셜 타워 2 | 콜롬보   | 스리랑카   |                   | 194 미터 (636 ft)   | 51   | 2018   | 주거용    |
| 25   | 아야레이                        | 뭄바이   | 인도       |                   | 193 미터 (633 ft)   | 50   | 2017   | 주거용    |
| 26   | 더 루비                         | 뭄바이   | 인도       |                   | 191 미터 (627 ft)   | 40   | 2011   | 혼합 사용 |
| 27=  | 오치드 우드 1                   | 뭄바이   | 인도       |                   | 190 미터 (623 ft)   | 58   | 2012   | 주거용    |
| 27=  | 오치드 우드 2                   | 뭄바이   | 인도       |                   | 190 미터 (623 ft)   | 58   | 2012   | 주거용    |
| 27=  | 오치드 우드 3                   | 뭄바이   | 인도       |                   | 190 미터 (623 ft)   | 58   | 2012   | 주거용    |
| 28=  | 클리어 포인트 레지던시에스      | 콜롬보   | 스리랑카   |                   | 185 미터 (607 ft)   | 48   | 2017   | 주거용    |
| 28=  | 콜롬보 시티 센터                | 콜롬보   | 스리랑카   |                   | 185 미터 (607 ft)   | 47   | 2018   | 혼합      |
| 29   | 우르미 이스테이트               | 뭄바이   | 인도       |                   | 182 미터 (597 ft)   | 45   | 2012   | 혼합 사용 |
| 30=  | 플래닛 고드레지                 | 뭄바이   | 인도       |                   | 181 미터 (594 ft)   | 51   | 2009   | 주거용    |
| 31=  | 선샤인 타워                     | 뭄바이   | 인도       |                   | 180 미터 (591 ft)   | 40   | 2011   | 혼합 사용 |
| 31=  | 임페리얼 하이츠 1               | 뭄바이   | 인도       |                   | 180 미터 (591 ft)   | 49   | 2011   | 주거용    |
| 31=  | 임페리얼 하이츠 2               | 뭄바이   | 인도       |                   | 180 미터 (591 ft)   | 49   | 2011   | 주거용    |
| 31=  | 임페리얼 하이츠 3               | 뭄바이   | 인도       |                   | 180 미터 (591 ft)   | 49   | 2016   | 주거용    |
| 32=  | 로드하 엘리시움 2               | 뭄바이   | 인도       |                   | 175 미터 (574 ft)   | 45   | 2016   | 주거용    |
| 32=  | 로드하 디오로 1                 | 뭄바이   | 인도       |                   | 175 미터 (574 ft)   | 45   | 2016   | 주거용    |
| 32=  | 로드하 디오로 2                 | 뭄바이   | 인도       |                   | 175 미터 (574 ft)   | 45   | 2016   | 주거용    |
| 32=  | 로드하 에코크                   | 뭄바이   | 인도       |                   | 175 미터 (574 ft)   | 53   | 2016   | 주거용    |
| 32=  | 아메라 아에온                   | 뭄바이   | 인도       |                   | 175 미터 (574 ft)   | 45   | 2016   | 주거용    |
| 33   | 안틸리아                        | 뭄바이   | 인도       |                   | 173 미터 (568 ft)   | 27   | 2010   | 주거용    |
| 34=  | 바산트 그랜저                   | 뭄바이   | 인도       |                   | 172 미터 (564 ft)   | 65   | 2010   | 주거용    |
| 34=  | 바산트 스플렌더 타워 A          | 뭄바이   | 인도       |                   | 172 미터 (564 ft)   | 36   | 2010   | 주거용    |
| 34=  | 바산트 스플렌더 타워 B          | 뭄바이   | 인도       |                   | 172 미터 (564 ft)   | 36   | 2010   | 주거용    |
| 34=  | 빅토리 밸리 타워 A              | 구르가온 | 인도       |                   | 172 미터 (564 ft)   | 51   | 2015   | 주거용    |
| 34=  | 빅토리 밸리 타워 B              | 구르가온 | 인도       |                   | 172 미터 (564 ft)   | 51   | 2015   | 주거용    |
| 35=  | 시티 센터 다카                  | 다카     | 방글라데시 |                   | 171 미터 (561 ft)   | 37   | 2012   | 혼합 사용 |
| 35=  | 우르바나 타워 2                 | 콜카타   | 인도       |                   | 171 미터 (561 ft)   | 46   | 2014   | 주거용    |
| 35=  | 우르바나 타워 3                 | 콜카타   | 인도       | 171 미터 (561 ft) | 46                  | 2015 | 주거용 |           |
| 36=  | 빅토리아                        | 뭄바이   | 인도       |                   | 170 미터 (558 ft)   | 47   | 2012   | 주거용    |
| 36=  | 오베로이 익스퀴짓 타워 1        | 뭄바이   | 인도       |                   | 170 미터 (558 ft)   | 50   | 2014   | 주거용    |
| 36=  | 오베로이 익스퀴짓 타워 2        | 뭄바이   | 인도       |                   | 170 미터 (558 ft)   | 50   | 2014   | 주거용    |
| 36=  | 오베로이 익스퀴짓 타워 3        | 뭄바이   | 인도       |                   | 170 미터 (558 ft)   | 50   | 2014   | 주거용    |
| 36=  | 오베로이 에스콰이 타워 1        | 뭄바이   | 인도       |                   | 170 미터 (558 ft)   | 50   | 2017   | 주거용    |
| 36=  | 오베로이 에스콰이 타워 2        | 뭄바이   | 인도       |                   | 170 미터 (558 ft)   | 50   | 2017   | 주거용    |
| 36=  | 오베로이 에스콰이 타워 3        | 뭄바이   | 인도       |                   | 170 미터 (558 ft)   | 50   | 2017   | 주거용    |
| 36=  | 리발 파크 타워 A                | 뭄바이   | 인도       |                   | 170 미터 (558 ft)   | 50   | 2017   | 주거용    |
| 36=  | 로드하 피로첸자 1               | 뭄바이   | 인도       |                   | 170 미터 (558 ft)   | 42   | 2015   | 주거용    |
| 36=  | 로드하 피로첸자 2               | 뭄바이   | 인도       |                   | 170 미터 (558 ft)   | 42   | 2015   | 주거용    |
| 36=  | 로드하 피로첸자 3               | 뭄바이   | 인도       |                   | 170 미터 (558 ft)   | 42   | 2015   | 주거용    |
| 36=  | 로드하 피로첸자 4               | 뭄바이   | 인도       |                   | 170 미터 (558 ft)   | 42   | 2015   | 주거용    |

## 가장 높은 구조물
이것은 인도 대륙에서 가장 높은 구조물의 목록으로 높이가 300 미터 이상인 모든 구조물을 포함한다.
| 이름                    | 나라     | 사진 | 피나클 높이         | 연도 | 구조 유형     | 장소                   | 비고                                                              |
| ----------------------- | -------- | ---- | ------------------- | ---- | ------------- | ---------------------- | ----------------------------------------------------------------- |
| INS 카타보만, 큰 돛대   | 인도     |      | 471 미터 (1,545 ft) | 2013 | 가이스트 돛대 | 타밀나두주, 티루넬벨리 | 남아시아에서 가장 키가 큰 구조다. 세계에서 가장 높은 군사 구조다. |
| 로터스 타워             | 스리랑카 |      | 350 미터 (1,148 ft) | 2018 | 콘크리트      | 스리랑카 콜롬보        | 남아시아에서 가장 큰 자체 지원 구조다.                            |
| 레이메스와람 TV 타워    | 인도     |      | 323 미터 (1,060 ft) | 1995 | 콘크리트      | 타밀나두주, 라메스와람 |                                                                   |
| 파질카 TV 타워          | 인도     |      | 305 미터 (1,001 ft) | 2007 | 래티스 타워   | 펀자브주, 파질카       |                                                                   |
| INS 카타보만, 중앙 돛대 | 인도     |      | 301 미터 (988 ft)   | 1989 | 가이스트 돛대 | 타밀나두주, 티루넬벨리 |                                                                   |
| 뭄바이 텔레비전 타워    | 인도     |      | 300 미터 (984 ft)   |      | 래티스 타워   | 마하라슈트라주 뭄바이  |                                                                   |
| 자이살메르 TV 타워      | 인도     |      | 300 미터 (984 ft)   | 1993 | 콘크리트      | 라자스탄주 자이살메르  |                                                                   |
| 사마트라 TV 타워        | 인도     |      | 300 미터 (984 ft)   | 1999 | 콘크리트      | 구자라트주 사마트라    |                                                                   |

- INS 카타보만의 남쪽에는 8.378479 N 77.744043 E와 8.375069 N 77.755834 E.에 위치한 우산 안테나가 있는 두 개의 라디오 마스트가 있다.

## 공사중인 가장 높은 마천루

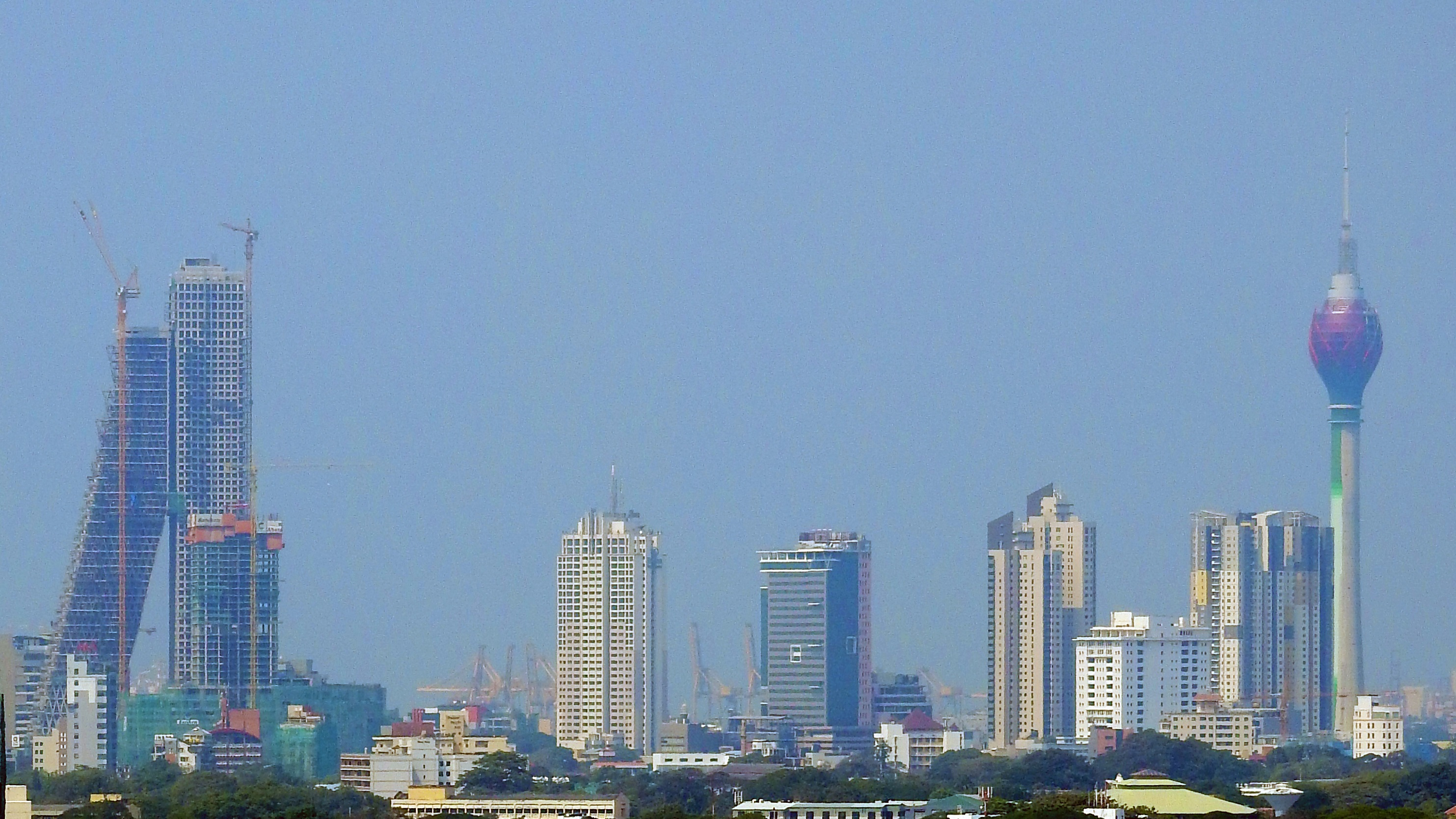
콜롬보, 공사중

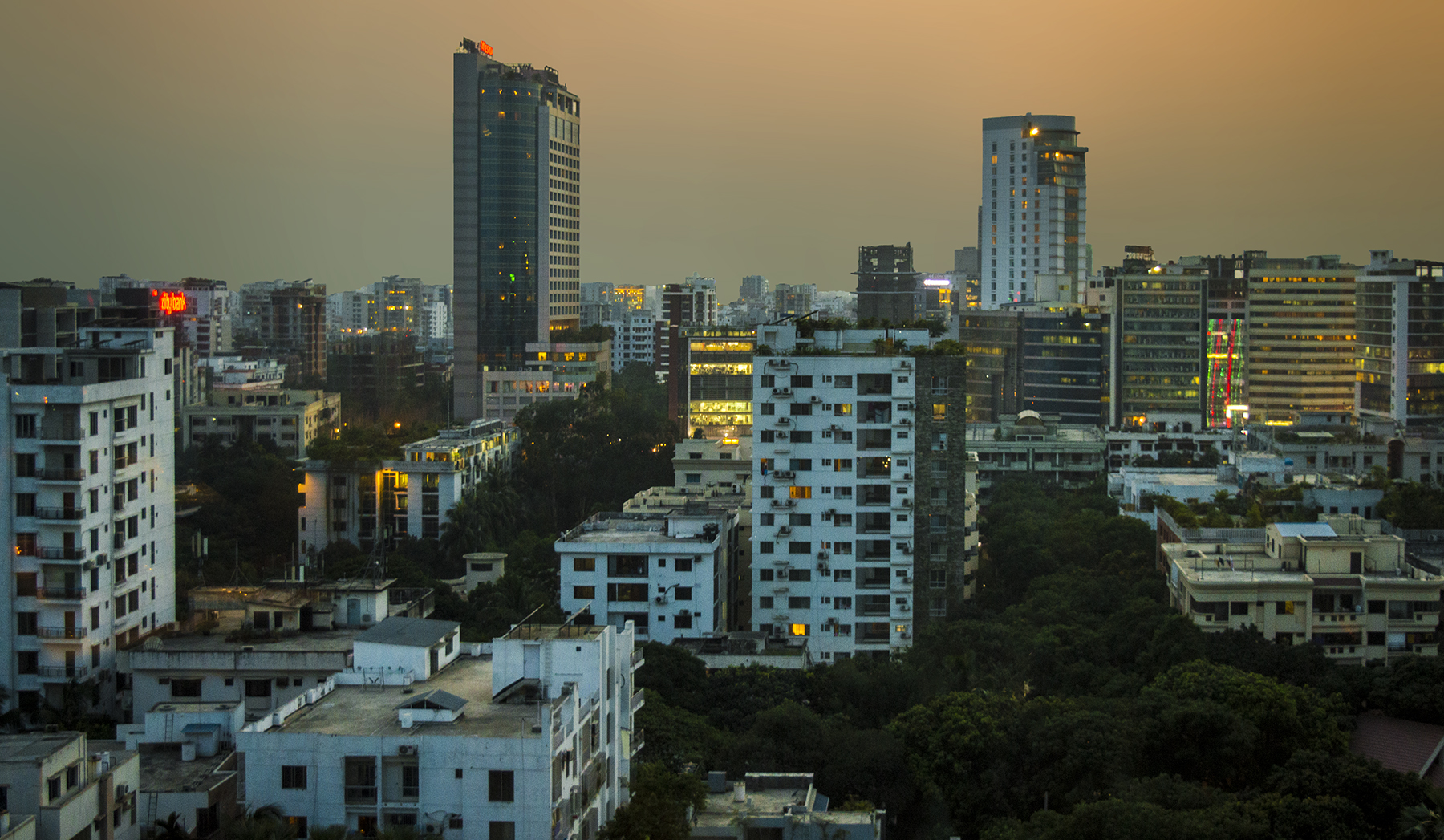
다카, 공사중

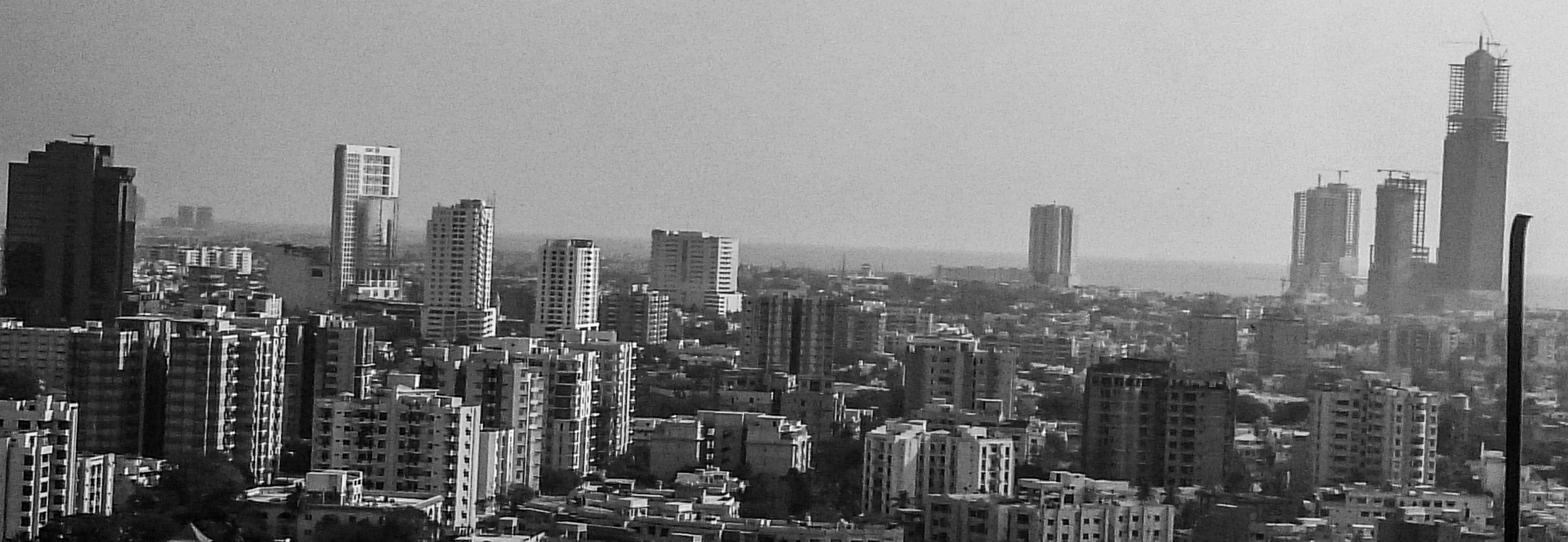
카라치, 공사중

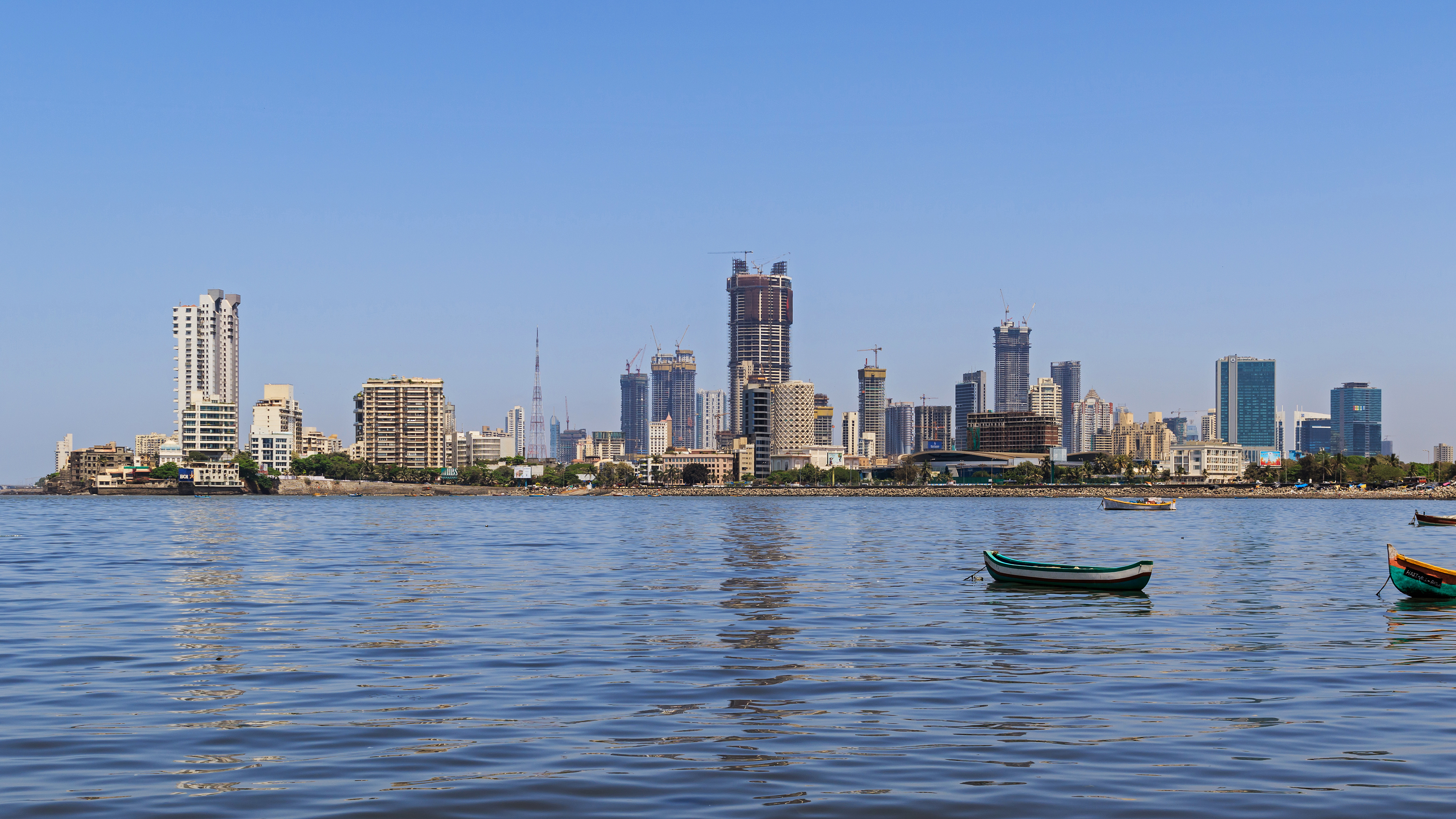
뭄바이, 공사중

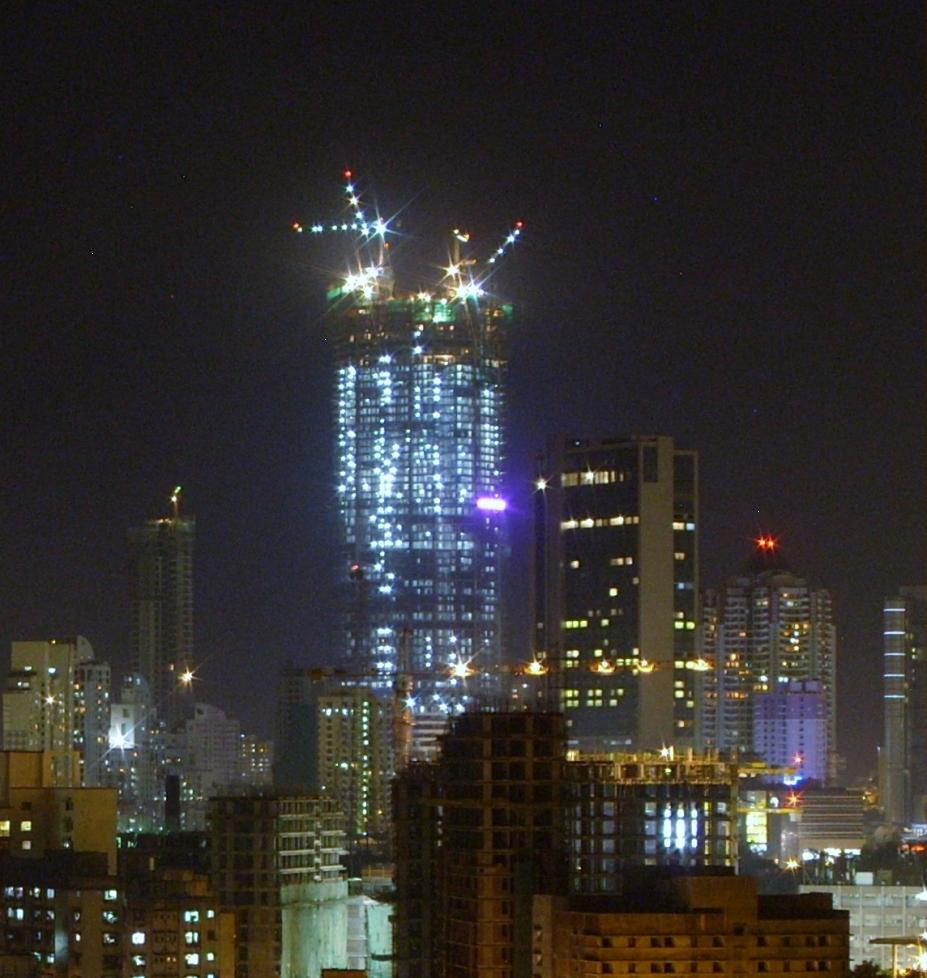
팔레 로얄, 인도 아대륙의 공사중인 첫 번째 수퍼턴

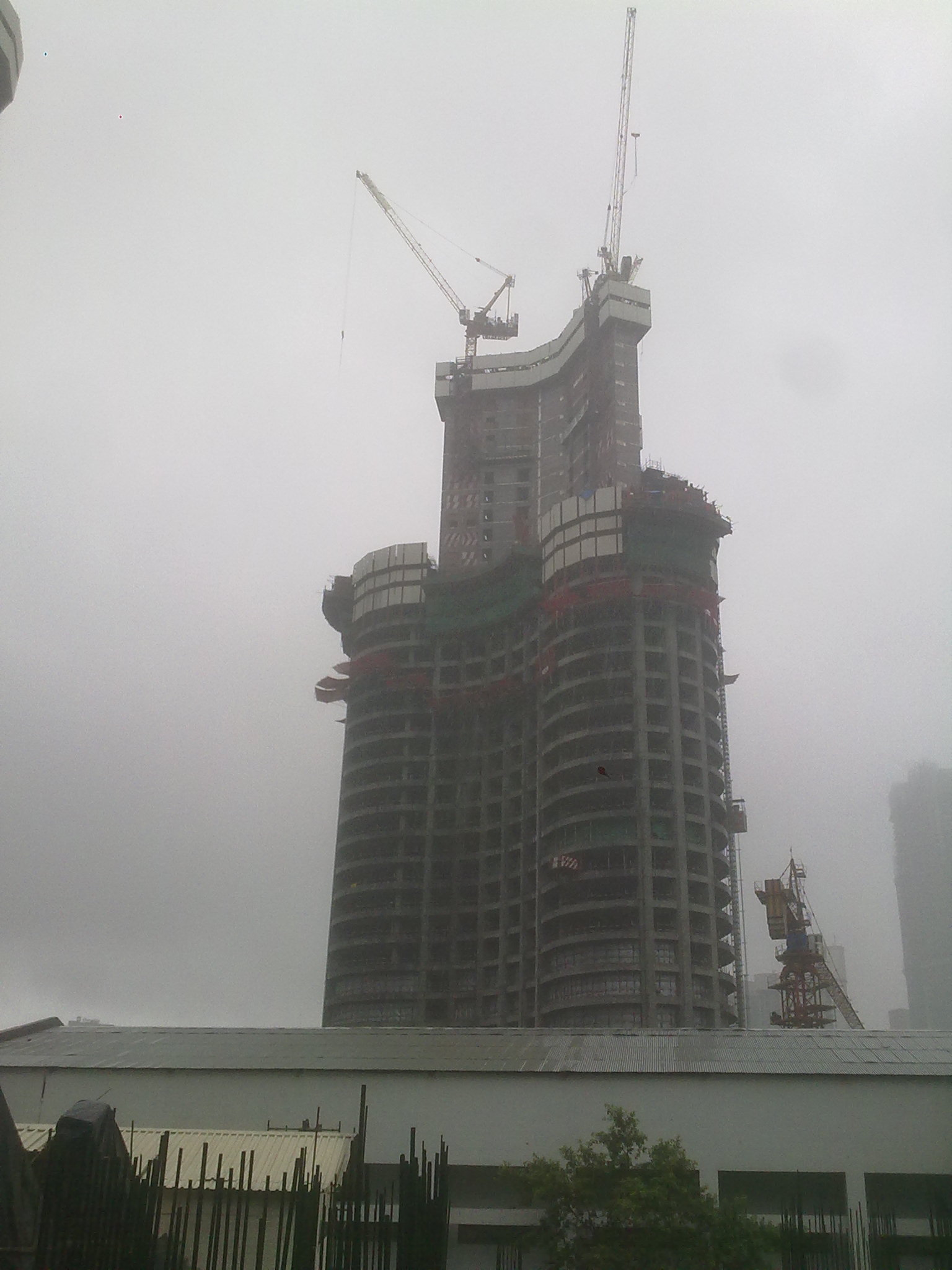
뭄바이의 월드 원, 공사중

이 목록은 인도 아대륙 지역에서 공사중인 마천루의 순위를 정하고 최소 200 m (660 ft) 또는 6층 이상 상승할 계획이다.
| 순위 | 이름                                            | 나라       | 지방   | 높이                | 층수 | 완공 예상 연도 |
| ---- | ----------------------------------------------- | ---------- | ------ | ------------------- | ---- | -------------- |
| 1    | 월드 원                                         | 인도       | 뭄바이 | 442 미터 (1,450 ft) | 117  | 2018/19        |
| 2    | 더 원: 더 원 타워                               | 스리랑카   | 콜롬보 | 376 미터 (1234 ft)  | 92   | 2023           |
| 3    | 쓰리 식스티 웨스트                              | 인도       | 뭄바이 | 372 미터 (1,220 ft) | 85   | 2018           |
| 4    | 월드 뷰 / 퀸즈 타워                             | 인도       | 뭄바이 | 360 미터 (1,181 ft) | 90   | 2019           |
| 5    | 더 원: 리츠 칼튼 호텔 앤 레지던스               | 스리랑카   | 콜롬보 | 326 미터 (1070 ft)  | 80   | 2021           |
| 6    | 로크핸드와라 미네르바                           | 인도       | 뭄바이 | 325 미터 (1,066 ft) | 85   | 2018           |
| 7    | 로드하 트럼프 타워                              | 인도       | 뭄바이 | 320 미터 (1,050 ft) | 77   | 2020           |
| 8    | 스카이 링크 타워 1                              | 인도       | 뭄바이 | 301 미터 (988 ft)   | 85   | 2020           |
| 9    | 스카이 링크 타워 2                              | 인도       | 뭄바이 | 301 미터 (988 ft)   | 85   | 2020           |
| 10   | 나마스트 타워                                   | 인도       | 뭄바이 | 301 미터 (988 ft)   | 62   | 2018/19        |
| 11   | 옴카르 1973 타워 C                              | 인도       | 뭄바이 | 300 미터 (984 ft)   | 76   | 2018           |
| 12   | 슈퍼테크 슈퍼노바                               | 인도       | 노이다 | 300 미터 (984 ft)   | 80   | 2018           |
| 13   | 더 원: JW 매리어트                              | 스리랑카   | 콜롬보 | 291 미터 (955 ft)   | 77   | 2023           |
| 14   | 인디애나불스 스카이스위트                       | 인도       | 뭄바이 | 291 미터 (955 ft)   | 75   | 2017           |
| 15   | 옴카르 알타 몬테 타워 D NS 윙                   | 인도       | 뭄바이 | 290 미터 (951 ft)   | 73   | 2018           |
| 16   | 인디애나불스 스카이 포레스트 타워 1             | 인도       | 뭄바이 | 281 미터 (922 ft)   | 80   | 2018           |
| 17   | 인디애나불스 스카이 포레스트 타워 2             | 인도       | 뭄바이 | 281 미터 (922 ft)   | 80   | 2018           |
| 18   | 오치드 하이츠 1                                 | 인도       | 뭄바이 | 274 미터 (899 ft)   | 70   | 2019           |
| 19   | 나타니 하이츠                                   | 인도       | 뭄바이 | 262 미터 (860 ft)   | 72   | 2018           |
| 20   | 로드하 더 파크 A                                | 인도       | 뭄바이 | 268 미터 (879 ft)   | 78   | 2018           |
| 21   | 로드하 더 파크 B                                | 인도       | 뭄바이 | 268 미터 (879 ft)   | 78   | 2018           |
| 22   | 로드하 더 파크사이드                            | 인도       | 뭄바이 | 268 미터 (879 ft)   | 78   | 2018           |
| 23   | 로드하 더 파크 키아라                           | 인도       | 뭄바이 | 268 미터 (879 ft)   | 78   | 2018           |
| 24   | 인디애나불스 블루 1                             | 인도       | 뭄바이 | 260 미터 (853 ft)   | 60   | 2016           |
| 25   | 인디애나불스 블루 2                             | 인도       | 뭄바이 | 260 미터 (853 ft)   | 60   | 2016           |
| 26   | 쓰리 식스티 웨스트 2                            | 인도       | 뭄바이 | 260 미터 (853 ft)   | 66   | 2016           |
| 27   | 오치드 크라운 3                                 | 인도       | 뭄바이 | 259 미터 (850 ft)   | 72   | 2019           |
| 28   | 오치드 크라운 2                                 | 인도       | 뭄바이 | 259 미터 (850 ft)   | 72   | 2019           |
| 29   | 슈퍼테크 노스                                   | 인도       | 노이다 | 255 미터 (837 ft)   | 55   | 2018           |
| 30   | 더 42                                           | 인도       | 콜카타 | 252 미터 (827 ft)   | 54   | 2018           |
| 31   | 원 아브리나 파크 타워 A                         | 인도       | 뭄바이 | 251 미터 (823 ft)   | 60   | 2018           |
| 32   | 원 아브리나 파크 타워 B                         | 인도       | 뭄바이 | 251 미터 (823 ft)   | 60   | 2018           |
| 33   | ☢                                               | 인도       | 뭄바이 | 250 미터 (820 ft)   | 73   | 2018           |
| 34   | 포 시즌스 프라이빗 레지던스 & 아파트먼트 타워 1 | 인도       | 뭄바이 | 250 미터 (820 ft)   | 60   | 2020           |
| 35   | L&T 크레센트 베이 1                             | 인도       | 뭄바이 | 245 미터 (804 ft)   | 64   | 2018           |
| 36   | 오치드 크라운 1                                 | 인도       | 뭄바이 | 244 미터 (801 ft)   | 68   | 2019           |
| 37   | 알타이르: 스트라이트 타워                       | 스리랑카   | 콜롬보 | 240 미터 (787 ft)   | 68   | 2018           |
| 38   | 알타이르: 슬로핑 타워                           | 스리랑카   | 콜롬보 | 240 미터 (787 ft)   | 63   | 2018           |
| 39   | 로드하 알타마운트                               | 인도       | 뭄바이 | 240 미터 (787 ft)   | 48   | 2018           |
| 40   | 오베로이 스카이 시티 타워 A                     | 인도       | 뭄바이 | 240 미터 (787 ft)   | 60   | 2020           |
| 41   | 오베로이 스카이 시티 타워 B                     | 인도       | 뭄바이 | 240 미터 (787 ft)   | 60   | 2020           |
| 42   | 오베로이 스카이 시티 타워 C                     | 인도       | 뭄바이 | 240 미터 (787 ft)   | 60   | 2020           |
| 43   | 오베로이 스카이 시티 타워 D                     | 인도       | 뭄바이 | 240 미터 (787 ft)   | 60   | 2020           |
| 44   | 오베로이 스카이 시티 타워 E                     | 인도       | 뭄바이 | 240 미터 (787 ft)   | 60   | 2020           |
| 45   | 옴카르 알타 몬테 타워 D EW 윙                   | 인도       | 뭄바이 | 240 미터 (787 ft)   | 64   | 2016           |
| 46   | 옴카르 알타 몬테 타워 C                         | 인도       | 뭄바이 | 240 미터 (787 ft)   | 65   | 2019           |
| 47   | 와드화 어드레스 by the 베이 A                   | 인도       | 뭄바이 | 240 미터 (787 ft)   | 65   | 2020           |
| 48   | 와드화 어드레스 by the 베이 B                   | 인도       | 뭄바이 | 240 미터 (787 ft)   | 65   | 2020           |
| 49   | 칼패타루 엘란                                   | 인도       | 뭄바이 | 235 미터 (771 ft)   | 66   | 2020           |
| 50   | 칼패타루 아바나 타워 A                          | 인도       | 뭄바이 | 235 미터 (771 ft)   | 74   | 2019           |
|      | 고드레제 스카이                                 | 인도       | 뭄바이 | 235 미터 (771 ft)   | 66   | 2020           |
|      | 피라말 아리아나 타워 A                          | 인도       | 뭄바이 | 235 미터 (771 ft)   | 70   | 2019           |
|      | 피라말 아리아나 타워 B                          | 인도       | 뭄바이 | 235 미터 (771 ft)   | 70   | 2019           |
|      | 옴카르 알타 몬테 타워 B                         | 인도       | 뭄바이 | 235 미터 (771 ft)   | 58   | 2019           |
|      | 셀레스티아 스페이스 윙 A                        | 인도       | 뭄바이 | 235 미터 (771 ft)   | 58   | 2019           |
|      | 셀레스티아 스페이스 윙 B                        | 인도       | 뭄바이 | 235 미터 (771 ft)   | 58   | 2019           |
|      | 아르테시아                                      | 인도       | 뭄바이 | 227 미터 (745 ft)   | 49   | 2019           |
|      | 리차 파크 마리나                                | 인도       | 뭄바이 | 227 미터 (745 ft)   | 62   | 2019           |
|      | 아일랜드 시티 센터 1                            | 인도       | 뭄바이 | 227 미터 (745 ft)   | 67   | 2019           |
|      | 칼패타루 아바나 타워 B                          | 인도       | 뭄바이 | 225 미터 (738 ft)   | 74   | 2019           |
|      | ITC 콜롬보 원                                   | 스리랑카   | 콜롬보 | 225 미터 (738 ft)   | 55   | 2021           |
|      | L&T 크레센트 베이 2                             | 인도       | 뭄바이 | 220 미터 (722 ft)   | 57   | 2018           |
|      | 세인트 레지스                                   | 인도       | 노이다 | 220 미터 (722 ft)   | 57   | 2018           |
|      | 로드하 베네지아 1                               | 인도       | 뭄바이 | 217 미터 (712 ft)   | 68   | 2017           |
|      | 로드하 베네지아 2                               | 인도       | 뭄바이 | 217 미터 (712 ft)   | 68   | 2017           |
|      | 606 더 어드레스: 레지던셜 타워                  | 스리랑카   | 콜롬보 | 213 미터 (700 ft)   | 63   | 2021           |
|      | L&T 크레센트 베이 3                             | 인도       | 뭄바이 | 210 미터 (689 ft)   | 54   | 2018           |
|      | 포 시즌스 프라이빗 레지던스 & 아파트먼트 타워 2 | 인도       | 뭄바이 | 210 미터 (689 ft)   | 51   | 2020           |
|      | RNA 메트로폴리스 1                              | 인도       | 뭄바이 | 210 미터 (689 ft)   | 67   | 2020           |
|      | RNA 메트로폴리스 2                              | 인도       | 뭄바이 | 210 미터 (689 ft)   | 67   | 2020           |
|      | 칼패타루 아바나 타워 C                          | 인도       | 뭄바이 | 210 미터 (689 ft)   | 74   | 2019           |
|      | 오르빗 테라스                                   | 인도       | 뭄바이 | 207 미터 (679 ft)   | 61   | 2017           |
|      | 디스커비리 오피스                               | 인도       | 뭄바이 | 205 미터 (673 ft)   | 50   | 2018           |
|      | 샤나 시온 타워 A                                | 인도       | 뭄바이 | 205 미터 (673 ft)   | 60   | 2020           |
|      | 샤나 시온 타워 B                                | 인도       | 뭄바이 | 205 미터 (673 ft)   | 60   | 2020           |
|      | 샤나 시온 타워 C                                | 인도       | 뭄바이 | 205 미터 (673 ft)   | 60   | 2020           |
|      | SD 엡실론 타워 A                                | 인도       | 뭄바이 | 205 미터 (673 ft)   | 64   | 2020           |
|      | SD 엡실론 타워 B                                | 인도       | 뭄바이 | 205 미터 (673 ft)   | 64   | 2020           |
|      | SD 엡실론 타워 C                                | 인도       | 뭄바이 | 205 미터 (673 ft)   | 64   | 2020           |
|      | SD 애스트론 타워 A                              | 인도       | 뭄바이 | 205 미터 (673 ft)   | 64   | 2020           |
|      | SD 애스트론 타워 B                              | 인도       | 뭄바이 | 205 미터 (673 ft)   | 64   | 2020           |
|      | SD 애스트론 타워 C                              | 인도       | 뭄바이 | 205 미터 (673 ft)   | 64   | 2020           |
|      | 치타공 시티 센터                                | 방글라데시 | 치타공 | 205 미터 (673 ft)   | 51   | 2017           |
|      | 뱅크 아시아 헤드쿼터스                          | 방글라데시 | 다카   | 204 미터 (669 ft)   | 60   | 2019           |
|      | 더 임페리얼 엣지                                | 인도       | 뭄바이 | 204 미터 (669 ft)   | 50   | 2019           |
|      | 오치드 하이츠 2                                 | 인도       | 뭄바이 | 201 미터 (659 ft)   | 55   | 2017           |
|      | 인디애나불스 블루 3                             | 인도       | 뭄바이 | 200 미터 (656 ft)   | 46   | 2018           |
|      | 오베로이 에타니아 A                             | 인도       | 뭄바이 | 200 미터 (656 ft)   | 67   | 2019           |
|      | 오베로이 에타니아 B                             | 인도       | 뭄바이 | 200 미터 (656 ft)   | 67   | 2019           |
|      | 오베로이 에타니아 C                             | 인도       | 뭄바이 | 200 미터 (656 ft)   | 67   | 2019           |
|      | 오베로이 에타니아 D                             | 인도       | 뭄바이 | 200 미터 (656 ft)   | 67   | 2019           |
|      | 오베로이 에니그마 A                             | 인도       | 뭄바이 | 200 미터 (656 ft)   | 67   | 2019           |
|      | 오베로이 에니그마 B                             | 인도       | 뭄바이 | 200 미터 (656 ft)   | 67   | 2019           |
|      | 비바리아 5                                      | 인도       | 뭄바이 | 200 미터 (656 ft)   | 49   | 2021           |
|      | SD 알파인 타워 A                                | 인도       | 뭄바이 | 200 미터 (656 ft)   | 63   | 2020           |
|      | SD 알파인 타워 B                                | 인도       | 뭄바이 | 200 미터 (656 ft)   | 63   | 2020           |
|      | 샤나 람테키디 타워 A                            | 인도       | 뭄바이 | 200 미터 (656 ft)   | 50   | 2021           |
|      | 샤나 람테키디 타워 B                            | 인도       | 뭄바이 | 200 미터 (656 ft)   | 50   | 2021           |
|      | 페닌슐라 살셋 타워 A                            | 인도       | 뭄바이 | 200 미터 (656 ft)   | 52   | 2021           |
|      | 페닌슐라 살셋 타워 B                            | 인도       | 뭄바이 | 200 미터 (656 ft)   | 52   | 2021           |
|      | 마라톤 몬테 사우스 윙 A                         | 인도       | 뭄바이 | 200 미터 (656 ft)   | 60   | 2020           |
|      | 마라톤 몬테 사우스 윙 B                         | 인도       | 뭄바이 | 200 미터 (656 ft)   | 60   | 2020           |
|      | OMG!                                            | 인도       | 노이다 | 200 미터 (656 ft)   | 66   | 2018           |
|      | 아일랜드 시티 센터 2                            | 인도       | 뭄바이 | 200 미터 (656 ft)   | 60   | 2019           |

## 인도 대륙의 가장 높은 마천루의 타임라인
| 이름                  | 사진 | 도시   | 나라     | 높이                | 층수 | 가장 긴 년 |
| --------------------- | ---- | ------ | -------- | ------------------- | ---- | ---------- |
| 라자바이 클락 타워    |      | 뭄바이 | 인도     | 85 미터 (280 ft)    | 5    | 1878-1961  |
| 우샤 키란             |      | 뭄바이 | 인도     | 86 미터 (282 ft)    | 25   | 1961-1963  |
| 하비브 뱅크 플라자    |      | 카라치 | 파키스탄 | 101 미터 (331 ft)   | 25   | 1963–1970  |
| 세계 무역 센터 뭄바이 |      | 뭄바이 | 인도     | 156 미터 (512 ft)   | 35   | 1970–2008  |
| 플래닛 고드레지       |      | 뭄바이 | 인도     | 181 미터 (594 ft)   | 51   | 2008–2009  |
| 임페리얼 타워 1       |      | 뭄바이 | 인도     | 254 미터 (833 ft)   | 60   | 2009–2015  |
| 팔레 로얄             |      | 뭄바이 | 인도     | 320 미터 (1,050 ft) | 88   | 2018–현재  |

## 같이 보기
- 아시아의 마천루 목록
- 인도의 마천루 목록
- 파키스탄의 마천루 목록
- 스리랑카의 마천루 목록
- 방글라데시의 마천루 목록
- 아프가니스탄의 건축물 및 구조물 목록